# William Beck (operasångare)
William Beck, född 1870, död 1925, var en ungersk operasångare (baryton).
Beck var bland annat anställd vid Metropolitan Opera house i New York och gästade 1918-1919 Stockholm. Till hans främsta roller hörde Scarpia i Tosca, Telramund i Lohengrin och Rigoletto.